# 1500 en philosophie
Chronologie de la philosophie
- 1496
- 1497
- 1498
- 1499
- 1500
- 1501
- 1502
- 1503
- 1504

L’année 1500 a été marquée, en philosophie, par les événements suivants :

## Naissances
- Pier-Angelo Manzolli ou, par anagramme de son nom Marcellus Palingenius Stellatus (né à La Stellata, près de Ferrare entre 1500 et 1503 et mort en ce même lieu vers 1543 [1]) est un médecin, poète et philosophe italien de la Renaissance dont la seule œuvre connue est un poème latin en douze livres du nom de Zodiacus Vitae.